# قطعنامه ۷۸۴ شورای امنیت
قطعنامه ۷۸۴ شورای امنیت سازمان ملل متحد که در تاریخ ۳۰ اکتبر ۱۹۹۲ تصویب شد، سندی بین‌المللی دربارهٔ السالوادور است. این قطعنامه طی نشست ۳۱۲۹ام با ۱۵ رای موافق، ۰ مخالف و ۰ ممتنع تصویب شد.